# Amancio Francisco Benítez Candia
Amancio Francisco Benítez Candia (Cerroguy-Itapé, Departamento de Guairá, Paraguai, 10 de fevereiro de 1973) é um padre paraguaio e bispo católico romano de Benjamín Aceval.
Amâncio Francisco Benítez Candia administrando o Sacramento do Sumo Sacerdócio em 24 de abril de 1999.
Em 16 de junho de 2018, foi ordenado Papa Francisco como Bispo de Benjamín Aceval. O Arcebispo de Assunção, Edmundo Ponziano Valenzuela Mellid SDB, celebrou no dia 4 de agosto seu segundo aniversário; Os co-consagradores foram o Bispo de Caacupé, Ricardo Jorge Valenzuela Ríos, e o Bispo Emérito de Benjamín Aceval, Cándido Cárdenas Villalba.